# Ağgöl Milli Parkı
Ağgöl Milli Parkı (ryska: Aggel’skiy Gosudarstvennyy Zapovenik, azerbajdzjanska: Ağ Cöl Qoruğu) är en park i Azerbajdzjan.   Den ligger i distriktet Ağcabədi, i den centrala delen av landet, 190 kilometer väster om huvudstaden Baku.
Terrängen runt Ağgöl Milli Parkı är mycket platt. Närmaste större samhälle är Agdzhabedy, 18,5 kilometer väster om Ağgöl Milli Parkı.
Omgivningarna runt Ağgöl Milli Parkı är i huvudsak ett öppet busklandskap. Runt Ağgöl Milli Parkı är det ganska tätbefolkat, med 67 invånare per kvadratkilometer.